# Jeff Martin (músico)
Jeff Martin (Milwaukee; 9 de noviembre de 1957) es un músico y compositor estadounidense, conocido mayormente como el vocalista de la banda Racer X y por ser baterista de varias bandas de hard rock y heavy metal. Inició su carrera a principios de los años 1980 en varias bandas de Wisconsin y luego participó en una maqueta de Surgical Steel, de donde fue llamado por Mike Varney para integrar una nueva banda californiana llamada Racer X. Luego de la separación del grupo inició una carrera como baterista para artistas como UFO, Michael Schenker Group, Kevin DuBrow y George Lynch, entre otros. En 2006 lanzó su primer disco como solista y desde 2015 forma parte de Blasted to Static.

## Carrera
A los siete años de edad creó su propia batería con algunos objetos de su casa y más tarde su madre le regaló su primera batería profesional. En un principio tomó clases, pero al encontrar su aprendizaje demasiado lento comenzó a practicar de manera autodidacta escuchando la música de The Beatles, Jimi Hendrix, Cream, Black Sabbath, Deep Purple y Led Zeppelin, entre muchas otras. Entre los 12 y 15 años tocó en varias bandas por Wisconsin, siendo uno de los bateristas más jóvenes en comparación con el resto de los músicos. En 1973 y junto a su familia se trasladó a Phoenix donde siguió con su carrera como baterista en Ghost Race, más tarde llamada Saint Michael, en la que versionaban a UFO. A principios de los años 1980 grabó una canción con Shrapnel Records llamada «The Beauty The Power» y se enfocó en trabajar su voz influenciado por Rob Halford e Ian Gillan. Más tarde ingresó a Surgical Steel, en la que grabaron una maqueta y al mismo tiempo grabó una segunda canción con Shrapnel; «Rivet Head».
En 1985, Mike Varney, dueño del sello Shrapnel, lo contactó para que audicionara en una nueva banda de Los Ángeles llamada Racer X. Tras llegar a un acuerdo con el guitarrista Paul Gilbert, la banda le enviaba los demos a su casa en Phoenix en donde él escribía las letras. Más tarde se trasladó a Los Ángeles e inició su carrera con Racer X con los álbumes Street Lethal y Second Heat, con gran éxito en los distintos bares del Sunset Strip de la ciudad californiana. Tras su salida de la agrupación en 1988 fundó Bad Dog, pero a los pocos meses fue contactado para ingresar a Badlands como baterista. Durante los años 1990 colaboró con algunos artistas del sello Shrapnel y participó en tres discos de Blindside Blues Band. Más tarde colaboró como baterista en algunos álbumes como solista de Paul Gilbert, que sirvió de antesala para la reunión de Racer X en 1999 de cuya etapa se lanzaron tres álbumes de estudio. Por aquellos años también giró con UFO y grabó algunas producciones con Michael Schenker Group.
Luego de la separación de Racer X salió de gira como baterista con Kevin DuBrow de Quiet Riot y con George Lynch de Dokken, estuvo como cantante en Leatherwolf de 2004 a 2006 y ha colaborado en algunos álbumes de otros artistas. Además, en 2006 publicó su primer disco como solista llamado The Fool y en 2015 fundó la banda Blasted to Static, que debutó en 2016 con el álbum Blasted to Static a través de Metalapolis Records.

## Discografía
| con Surgical Steel - 1984: Surgical Steel (demo) con Racer X - 1986: Street Lethal - 1987: Second Heat - 1988: Extreme Volume Live (en vivo) - 1992: Extreme Volume II Live (en vivo) - 1999: Technical Difficulties - 2000: Superheroes - 2001: Snowball of Doom (en vivo) - 2002: Getting Heavier - 2002: Snowball of Doom 2 (en vivo) con Badlands - 1991: Voodoo Highway - 1998: Dusk con Blinside Blues Band - 1993: Blinside Blues Band - 1994: Blindsided - 1996: Messenger of the Blues con Red Sea - 1994: Blood con Black Symphony - 1998: Black Symphony | con Paul Gilbert - 1998: King of Clubs - 1999: Beehive Live - 2000: Alligator Farm con Michael Schenker Group - 2001: Be Aware of Scorpions - 2006: Tales of Rock 'n' Roll con Leatherwolf - 2004: Demo'04 (demo) solista - 2006: The Fool con Blasted to Static - 2016: Blasted to Static Colaboraciones - 1986: Judas Priest - Turbo - 1991: The Scream - Let it Scream - 2002: Paul Gilbert y Jimmi Kidd - Raw Blues Power - 2003: Pete Way y Michael Schenker - The Plot - 2004: Frost - Out in the Cold - 2005: Genius: A Rock Opera - Episode 2: In Search of the Little Prince - 2005: Pat Travers - P.T. Power Trio 2 - 2015: The Sean Baker Orchestra - Game On!!! - 2015: Empires of Sun - Architect of Hope |